# Monstrilla grandis
Monstrilla grandis is een eenoogkreeftjessoort uit de familie van de Monstrillidae. De wetenschappelijke naam van de soort is voor het eerst geldig gepubliceerd in 1891 door Giesbrecht.